# Hallstanäs
Hallstanäs är en ort i Bjärtrå socken i Kramfors kommun, Västernorrlands län. Orten var fram till 2000 klassad som en småort.

## Historia
Hallstanäs var tidigare en bruksort med massafabrik. Den anlades 1922 av Björkå AB och var i drift till 1966. Orten har därefter avfolkats och till del förfallit.

### Befolkningsutveckling
| Befolkningsutvecklingen i Hallstanäs 1990–2000 | Befolkningsutvecklingen i Hallstanäs 1990–2000 | Befolkningsutvecklingen i Hallstanäs 1990–2000 | Befolkningsutvecklingen i Hallstanäs 1990–2000 | Befolkningsutvecklingen i Hallstanäs 1990–2000 |
| ---------------------------------------------- | ---------------------------------------------- | ---------------------------------------------- | ---------------------------------------------- | ---------------------------------------------- |
|                                                |                                                |                                                |                                                |                                                |
| År                                             |                                                |                                                | Folkmängd                                      | Areal (ha)                                     |
| 1990                                           | 1990                                           |                                                | 71                                             | 18#                                            |
| 1995                                           | 1995                                           |                                                | 62                                             | 24#                                            |
| 2000                                           | 2000                                           |                                                | 51                                             | 23#                                            |
| Anm.: Upphörde som småort 2005. # Som småort.  |                                                |                                                |                                                |                                                |